# エーゲ海
エーゲ海（エーゲかい、希: Αιγαίο Πέλαγος、ギリシア語ラテン翻字: Aiyaio Pélagos、英: Aegean Sea）は、地中海の一部を構成する海域。バルカン半島とアナトリア半島に囲まれた入り江状の海域で、面積は21.5万平方キロメートルにおよぶ。北はダーダネルス海峡を経てマルマラ海に、さらにボスポラス海峡を通じて黒海に接続する。域内にはクレタ島やロドス島など、エーゲ海諸島と総称される島々がある。最大水深は2,639メートル（カルパトス島の西の沖）。副海域として、トラキア海やクレタ海がある。
エーゲ海諸島はドデカネス諸島やキクラデス諸島、スポラデス諸島、北エーゲ海諸島、クレタ島とその付属島嶼などに分類できる。エーゲ海南東のドデカネス諸島にはロドス島やコス島、パトモス島、キクラデス諸島にはデロス島やナクソス島、北エーゲ諸島にはレスヴォス島などが含まれる。ギリシャの島で二番目に大きいエウボイア島もエーゲ海に所在するが、行政上は中央ギリシャ地方に所属する。ギリシャの12の地方のうち、9つがエーゲ海に面しているほか、東岸にはトルコのエディルネ県、チャナッカレ県、バルケシル県、イズミル県、アイドゥン県、ムーラ県がある。トルコ領の島としてはギョクチェアダ島（インブロス島）、ボズジャ島（テネドス島）、ジュンダ島（アリベイ島）、フォチャ諸島が挙げられる。
歴史的には古代ギリシア文明の時代から重要な海域で、沿岸部やエーゲ海諸島の各地から当時の遺跡が発見されている。エーゲ海が多島海であることが、域内やヨーロッパとアジアのあいだの人々の往来を容易にした。ギリシア人に加えて、北部にはトラキア人が定住していた。その後、ローマ人に征服されてローマ帝国の支配下に入り、のちビザンティン帝国領となった。ビザンティン帝国は第一次ブルガリア帝国の侵略は防いだが、第四回十字軍の結果弱体化し、最終的にオスマン帝国に滅ぼされた。1669年には、例外的にヴェネツィア共和国領に留まっていたクレタ島もオスマン帝国の前に陥落した。ギリシャ独立戦争後の1829年にギリシャが建国されて以降も、今日のトルコが成立するまでの500年にわたりオスマン帝国はエーゲ海地域に対する影響力を持ち続けた。
地質は主に石灰岩からなるが、時折この一帯を揺るがす火山活動によって一変することがある。とりわけ、サントリーニ島やミロス島の石灰岩は、その美しい色合いから人気が高い。沿岸の都市としては、ギリシャのアテネやテッサロニキ、ヴォロス、カヴァラ、イラクリオン、トルコのイズミルやボドルムがある。
トルコとギリシャのあいだではエーゲ海における領海、領空、排他的経済水域、飛行情報区の画定をめぐって争いがあり、1970年代以降、エーゲ海紛争として両国間の大きな係争案件となっている。

## 名称
エーゲ海は以下の名称でも呼ばれる。
- ギリシア語: Αιγαίο Πέλαγος / ギリシア語ラテン翻字: Aiyaio Pélagos
- トルコ語: Ege Denizi

エーゲは古代ギリシャ語で波を意味した。エーゲ海は、ギリシャ語でアルキペラゴス（アルヒペラゴス、Αρχιπέλαγος / ギリシア語ラテン翻字: Arkhipélagos）とも呼ばれた。この言葉は「主要な海」（ ἄρχι- / ギリシア語ラテン翻字: arkhi-「主要な」 と  πέλαγος / ギリシア語ラテン翻字: pelagos「海」）を意味する。この語はのちに一般名詞化し「多島海」や「諸島・群島」を意味する「アーキペラゴ」（英: archipelago）の由来となった。英語で語頭を大文字とし定冠詞を付した the Archipelago は、エーゲ海のことを指す。 the Archipelago に対して日本語で「多島海」という訳が宛てられることがあるが、上述の通りもともとの Αρχιπέλαγος 自体には「島が多い」という意味は含まれない。
神話によれば、テーセウスが生贄の一人としてクレータ島へ向かう際に無事脱出した場合には船に白い帆を掲げて帰還すると父王アイゲウスに約束していた。しかし約束を忘れて出航時の黒い帆のまま帰還したため、アイゲウスはテーセウスが死んだものと勘違いして絶望のあまり海へ身を投げて死んだ。この故事より彼の名に因んで「エーゲ海」（エポニムという）となったとされる。

## 地理

### 範囲

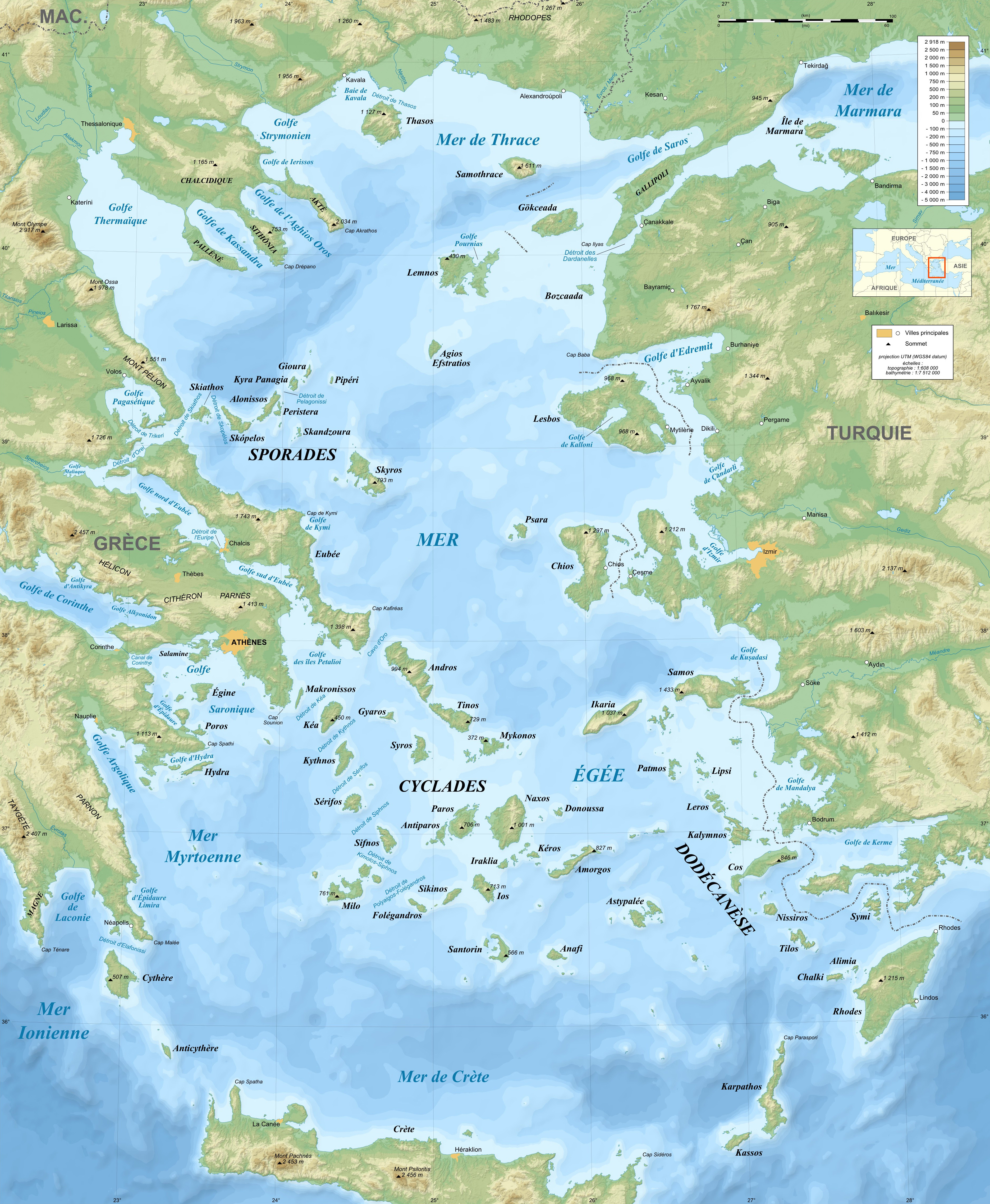
エーゲ海（表示はフランス語）

国際水路機関（IHO）は、地中海の下位に8つの海域を定義しており、エーゲ海はそのひとつである。国際水路機関の定義によれば、その境界は以下の各地点を結んだものである。
南
以下の各地点を結んだ線
- アナトリア半島（小アジア）本土の Cape Aspro（東経28度16分）
- ロドス島: Cum Burnù (Capo della Sabbia、島の北東端） - パラソニシ（島の南西端）
- カルパトス島（スカルパント島）: Vrontos Point（北緯35度33分） - Castello Point（島の南端）
- クレタ島: Cape Plaka（島の東端） - Agria Grabusa（島の西端）
- アンディキティラ島: Cape Apolitares - Psira Rock（島の北西端）
- キティラ島: Cape Trakhili - Cape Karavugia（北端）
- ギリシャの Cape Santa Maria（北緯36度28分 東経22度57分）

ダーダネルス海峡
アナトリア半島の Kum Kale から、ガリポリ半島のヘレス岬に至る線
エーゲ海の南ではその他の地中海（国際水路機関は名称を定義していない）と、ダーダネルス海峡ではマルマラ海と接する。
定義によっては、南西にイオニア海と、南東にレバント海と接するとされることもある。

### 下位の海域
エーゲ海の一部を、以下のような「海」の名で呼ぶことがある。
- クレタ海 - エーゲ海の南部、キクラデス諸島とクレタ島の間の海
- ミルトア海（英語版）（ミルトー海） - キクラデス諸島のとペロポネソス半島の間の海
- イカリア海 - キクラデス諸島とアナトリア半島の間の海
- トラキア海（英語版）（トラーキ海） - エーゲ海北東部

このほか、以下のような湾がある。
- サロス湾（英語版）
- テルマイコス湾
- パガシティコス湾
- サロニコス湾
- アルゴリコス湾（英語版）
- ハニオン湾（英語版）
- ギョコワ湾（トルコ語版）
- エドレミット湾（トルコ語版）
- イズミル湾（トルコ語版）

### 島
エーゲ海は大小合わせておよそ 2,500 の島々が浮かぶ多島海である。大半はギリシャに属しているが、ボズジャアダ（ボズジャ島、Bozcaada）とギョクチェアダ（ギョクチェ島、Gökçeada）についてはトルコ領となっている。
エーゲ海の島々はいくつかの諸島に分類される。北エーゲ諸島、エヴィア島、スポラデス諸島、キクラデス諸島、サロニカ諸島、ドデカネス諸島それにクレタ島である。
エーゲ海沿岸はリアス式海岸が多く、天然の良港になっている。しかし、古代・中世にはエーゲ海の航海は決して安全なものではなかった。

## 歴史
周辺はエーゲ文明の発祥地。
古代には、クレタ島のミノス文明とペロポネソス半島のミケーネ文明が誕生した。さらに時代を下ると、アテナイやスパルタに代表される多くの都市国家により形成された古代ギリシャ文明が生じた。他にもペルシャ、ローマ帝国、東ローマ帝国、ヴェネツィア共和国（ヴェネツィア領クレタおよびナクソス公国を参照）、そしてオスマン帝国がエーゲ海周辺に国家を形成した。ヨーロッパとアジアを結ぶ中継地として中世以降も繁栄した。

## 産業
火山島が多く、大理石や鉄の産地でもある。クレタ島のような比較的面積の大きな島には肥沃な耕地が広がるが、多くの島は農業に適していない。しかし、地中海性気候のため、まばゆい太陽が輝く夏季には、太陽に恵まれない地域から多くの観光客が訪れる。